# هانس هاتبوئر
هانس هاتبوئر (هلندی: Hans Hateboer؛ زادهٔ ۹ ژانویهٔ ۱۹۹۴) بازیکن فوتبال اهل هلند است که برای باشگاه آتالانتا بازی می‌کند.

## باشگاهی
از باشگاه‌هایی که در آن بازی کرده‌است می‌توان به خرونینگن و آتالانتا اشاره کرد.